# Comuna Biloșîțka Sloboda, Koriukivka
Biloșîțka Sloboda (în ucraineană Білошицька Слобода) este o comună în raionul Koriukivka, regiunea Cernihiv, Ucraina, formată din satele Biloșîțka Sloboda (reședința) și Maibutnie.

## Demografie
Componența lingvistică a comunei Biloșîțka Sloboda
     Ucraineană (98,95%)
     Rusă (1,05%)
Conform recensământului din 2001, majoritatea populației comunei Biloșîțka Sloboda era vorbitoare de ucraineană (98,95%), existând în minoritate și vorbitori de rusă (1,05%).